# Liste des étoiles de l'Allée des célébrités canadiennes
Cet article contient une liste des étoiles de l'allée des célébrités canadiennes.

## Personnalités artistiques

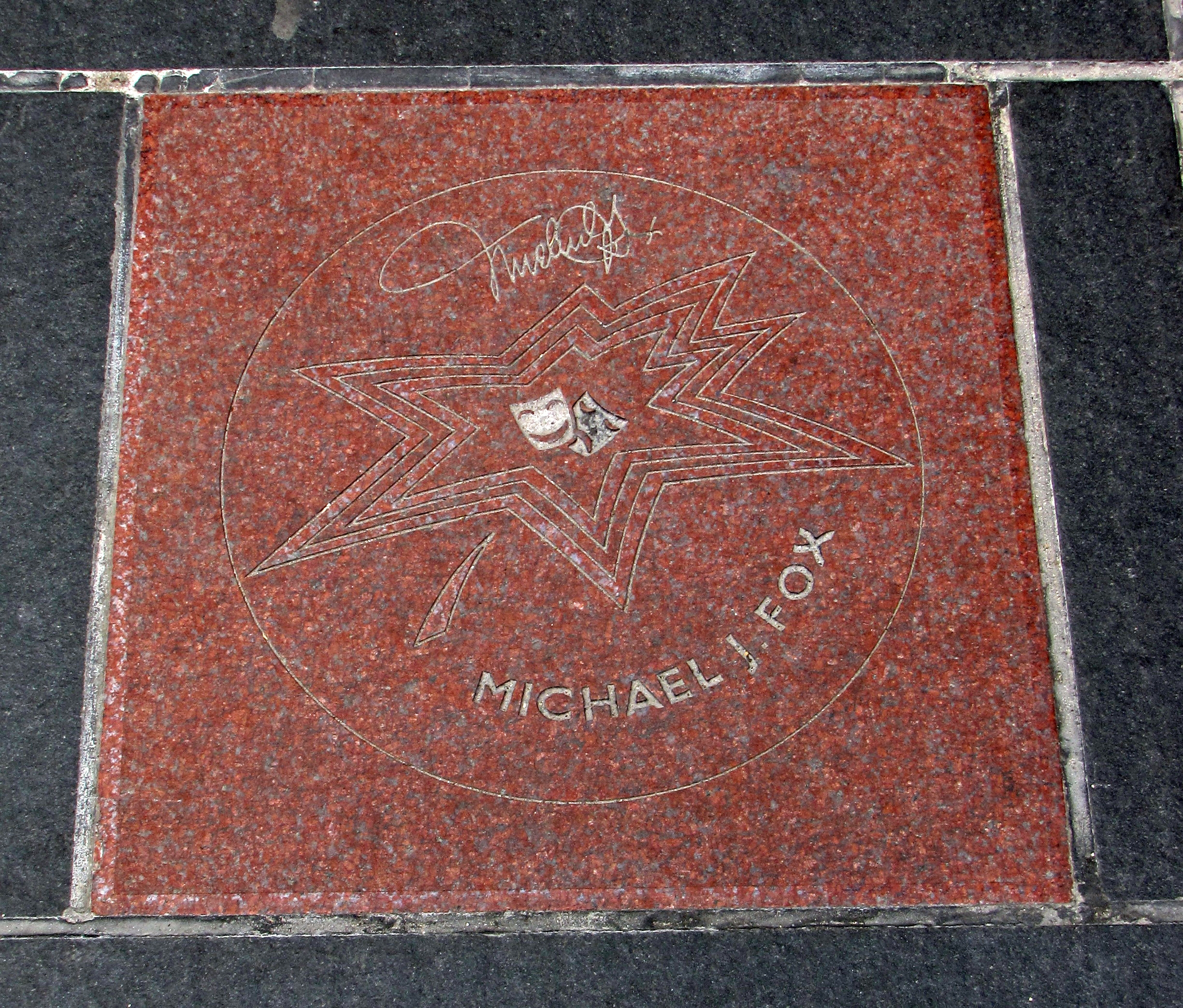
Étoile de Michael J. Fox

Il s'agit de personnalités dans les domaines du cinéma, de la télévision, de la radio et du théâtre.
- Dan Aykroyd (acteur, 2002, Ottawa, Ontario)
- Frances Bay (actrice, 2008, Mannville, Alberta)
- Raymond Burr (acteur, 2009)
- John Candy (acteur, 1998, Newmarket, Ontario)
- Jim Carrey (acteur, 1998, Newmarket, Ontario)
- Kim Cattrall (actrice, 2009)
- Hume Cronyn (acteur, 1999, London, Ontario)
- Shirley Douglas (actrice, 2004, Weyburn, Saskatchewan)
- Michael J. Fox (acteur, 2000, Edmonton, Alberta)
- Brendan Fraser (acteur, 2004, Indianapolis, Indiana, États-Unis)
- Robert Goulet (acteur et chanteur, 2006, Lawrence, Massachusetts, États-Unis)
- Monty Hall (animateur de télévision, 2002, Winnipeg, Manitoba)
- Jill Hennessy (actrice, 2007, Edmonton, Alberta)
- William Hutt (acteur, 2000, Toronto, Ontario)
- Lou Jacobi (acteur, 1999, Toronto, Ontario)
- Eugene Levy (comédien, 2006, Hamilton, Ontario)
- Rich Little (imitateur, 1998, Ottawa, Ontario)
- Howie Mandel (comédien, 2009)
- Mike Myers (acteur, 2003, Scarborough, Ontario)
- The Kids in the Hall (troupe de comédie, 2008, Toronto, Ontario)
- Leslie Nielsen (acteur, 2001, Regina, Saskatchewan)
- Catherine O'Hara (actrice, 2007, Toronto, Ontario)
- Sandra Oh (actrice, 2011, Nepean, Ottawa)
- Mary Pickford (actrice, 1999, Toronto, Ontario)
- Gordon Pinsent (acteur, 2007, Grand Falls, Terre-Neuve)
- Christopher Plummer (acteur, 1998, Toronto, Ontario)
- Royal Canadian Air Farce (troupe théâtrale, 2000, Montréal, Québec)
- Buffy Sainte-Marie (chanteuse, compositrice et actrice, 1999, Piapot Reserve, Saskatchewan)
- Norma Shearer (actrice, 2008, Montréal, Québec)
- William Shatner (acteur, 2000, Montréal, Québec)
- Helen Shaver (actrice, 2004, St. Thomas, Ontario)
- Martin Short (acteur, 2000, Hamilton, Ontario)
- David Steinberg (acteur, directeur, écrivain, 2003, Winnipeg, Manitoba)
- Donald Sutherland (acteur, 2000, Saint John, New Brunswick)
- Kiefer Sutherland (acteur, 2005, Londres, Royaume-Uni)
- Wayne et Shuster (duo comique, 1999, Toronto, Ontario)
- Alex Trebek (animateur de télévision, 2006, Sudbury, Ontario)

## Artistes visuels
- Kenojuak Ashevak (sculpteur et graveuse, 2001, Cape Dorset, Nunavut)
- Dean et Dan Caten (designer, 2009)
- Alex Colville (peintre, 2002, Toronto, Ontario)
- Lynn Johnston (bédéiste, créatrice de For Better or For Worse)
- Jean-Paul Riopelle (peintre, 2000, Montréal, Québec)

## Comédiens de théâtre
- Lorne Michaels (Créateur de Saturday Night Live et producteur de différentes séries télévisées, 2003)

## Artistes de spectacles
- Cirque du Soleil (troupe de cirque, 2002, Gaspé, Québec)
- Rex Harrington (danseur de ballet, 2005, Peterborough, Ontario)
- Evelyn Hart (danseuse de ballet, 2000, Toronto, Ontario)
- Karen Kain (danseuse de ballet, 1998, Hamilton, Ontario)
- Veronica Tennant (danseuse de ballet, 2001, London, Ontario)

## Réalisateurs
- Denys Arcand (réalisateur, 2004, Deschambault, Québec)
- James Cameron (réalisateur, 2008, Kapuskasing, Ontario)
- David Cronenberg (réalisateur, 1999, Toronto, Ontario)
- Arthur Hiller (réalisateur, 2002, Edmonton, Alberta)
- Norman Jewison (réalisateur, 1998, Toronto, Ontario)
- Robert Lepage (réalisateur, scénariste, 2001, Ville de Québec, Québec)
- Ivan Reitman (producteur et réalisateur, 2001, Komárno, Tchécoslovaquie, élevé à Toronto, Ontario)

## Mannequins
- Linda Evangelista (supermodel, 2003, St. Catharines, Ontario)
- Pamela Anderson (mannequin et actrice, 2006, Ladysmith, Colombie-Britannique)
- Daria Werbowy (mannequin, 2008, Mississauga, Ontario)

## Pionniers d'Hollywood
- Louis B. Mayer (producteur, PDG de Metro-Goldwyn-Mayer, 2004, Minsk, Biélorussie, élevé à Saint John, New Brunswick)
- Mack Sennett (producteur, cofondateur de Keystone Productions, 2004, Danville, Québec)
- Douglas Shearer (Ingénieur de la MGM, 2008, Westmount, Québec)
- Jack Warner (producteur, l'un des frères Warner de la Warner Brothers, 2004, London, Ontario)
- Fay Wray (actrice, 2005, Cardston, Alberta)

## Humanitarisme
- Rosalie Silberman Abella (magistrate, 2023, Stuttgart, Allemagne)

## Musique

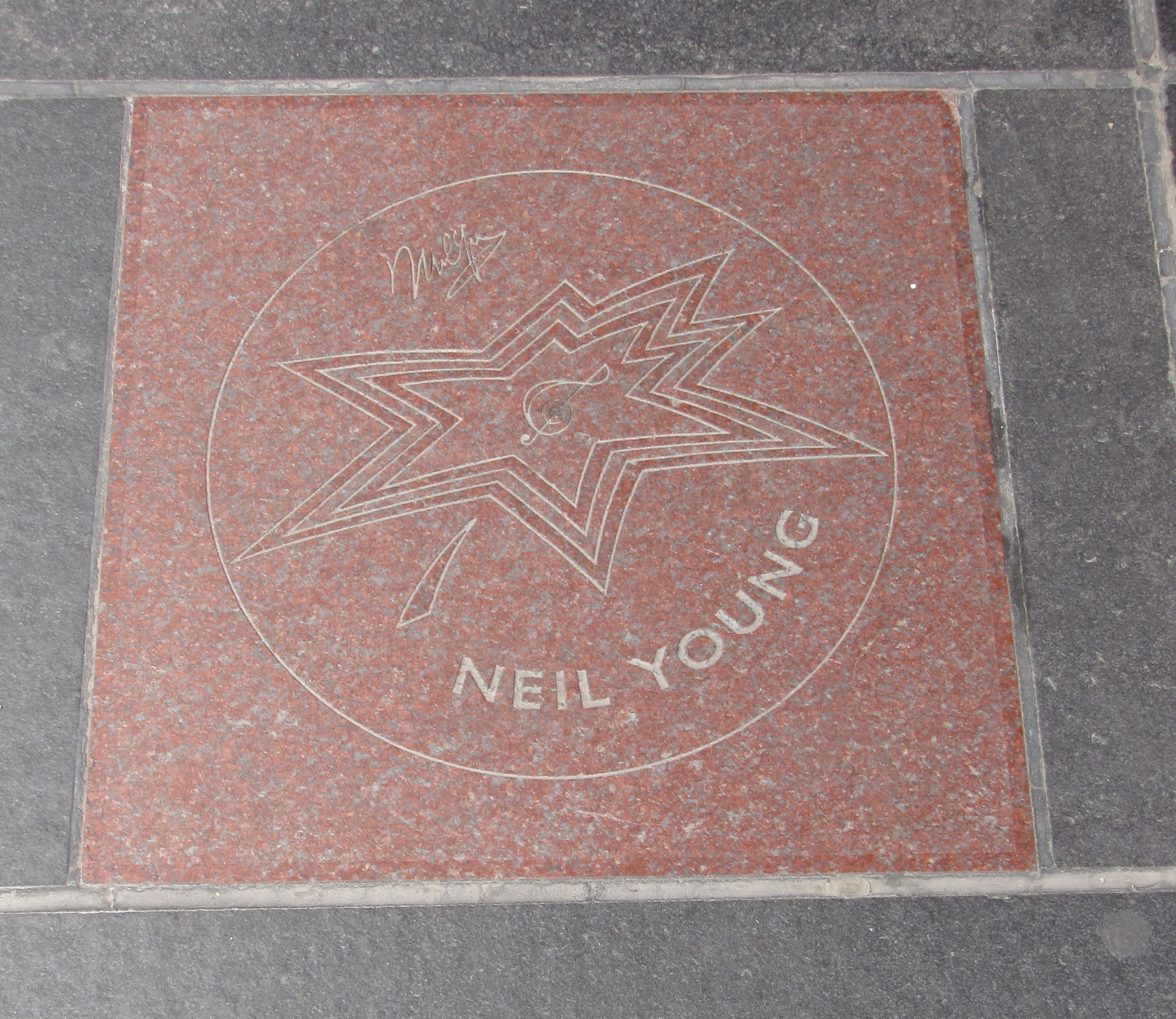
Étoile de Neil Young

- Bryan Adams (musicien, chanteur, 1998, Kingston, Ontario)
- Paul Anka (chanteur, compositeur), 2005, Ottawa, Ontario)
- Jann Arden (chanteuse, 2006, Calgary, Alberta)
- Blue Rodeo (groupe country/rock, 2009)
- Tom Cochrane (chanteur, 2009)
- Michael Cohl (producteur de concerts musicaux, 2005, Toronto, Ontario)
- Pierre Cossette (producteur, producteur exécutif de la cérémonie des Grammy Awards pendant 35 ans, 2005, Valleyfield, Québec)
- Céline Dion (chanteuse, 1999, Charlemagne, Québec)
- Maureen Forrester (chanteuse, 2000, Montréal, Québec)
- David Foster (producteur de musique, 2002, Victoria, Colombie-Britannique)
- Glenn Gould (musicien, 1998, Toronto, Ontario)
- The Guess Who (groupe rock, 2001, Winnipeg, Manitoba)
- Ronnie Hawkins (chanteur de country, 2002, né à Huntsville, Arkansas, a fait carrière en demeurant à Peterborough, Ontario)
- John Kay (meneur de Steppenwolf, 2004, Toronto, Ontario)
- Diana Krall (chanteuse de jazz, 2004, Nanaimo, Colombie-Britannique)
- Juliette Cavazzi (chanteuse, 1999, Winnipeg, Manitoba)
- k.d. lang (chanteuse, 2008, Consort, Alberta)
- Daniel Lanois (musicien et producteur, 2005, Hull, Québec)
- Gordon Lightfoot (musicien, 1998 Orillia, Ontario)
- Guy Lombardo (meneur de groupe, 2002, London, Ontario)
- Joni Mitchell (chanteuse, 2000, Fort Macleod, Alberta)
- Alanis Morissette (chanteuse, 2005, Ottawa, Ontario)
- Anne Murray (chanteuse, 1998, Springhill, Nouvelle-Écosse)
- Nickelback (Groupe de musique, 2007, Hanna, Alberta)
- Walter Ostanek (le « roi de la polka », 2001, Duparquet, Québec)
- Luc Plamondon (parolier, scénariste, 2003)
- Ginette Reno (chanteuse, 2000, Montréal, Québec)
- Robbie Robertson (vedette de rock'n roll, meneur du groupe The Band (1968-1976), 2003
- Rush (groupe de rock, 1999)
- Paul Shaffer (musicien, 2006, Thunder Bay, Ontario)
- Teresa Stratas (soprano, 2001, Toronto, Ontario)
- The Tragically Hip (groupe de musique, 2002, Kingston, Ontario)
- Shania Twain (chanteuse, 2003)
- Neil Young (chanteur, 2000, Toronto, Ontario)
- Nelly Furtado (chanteuse, 2010, Victoria, Colombie-Britannique)

## Personnalités du sport

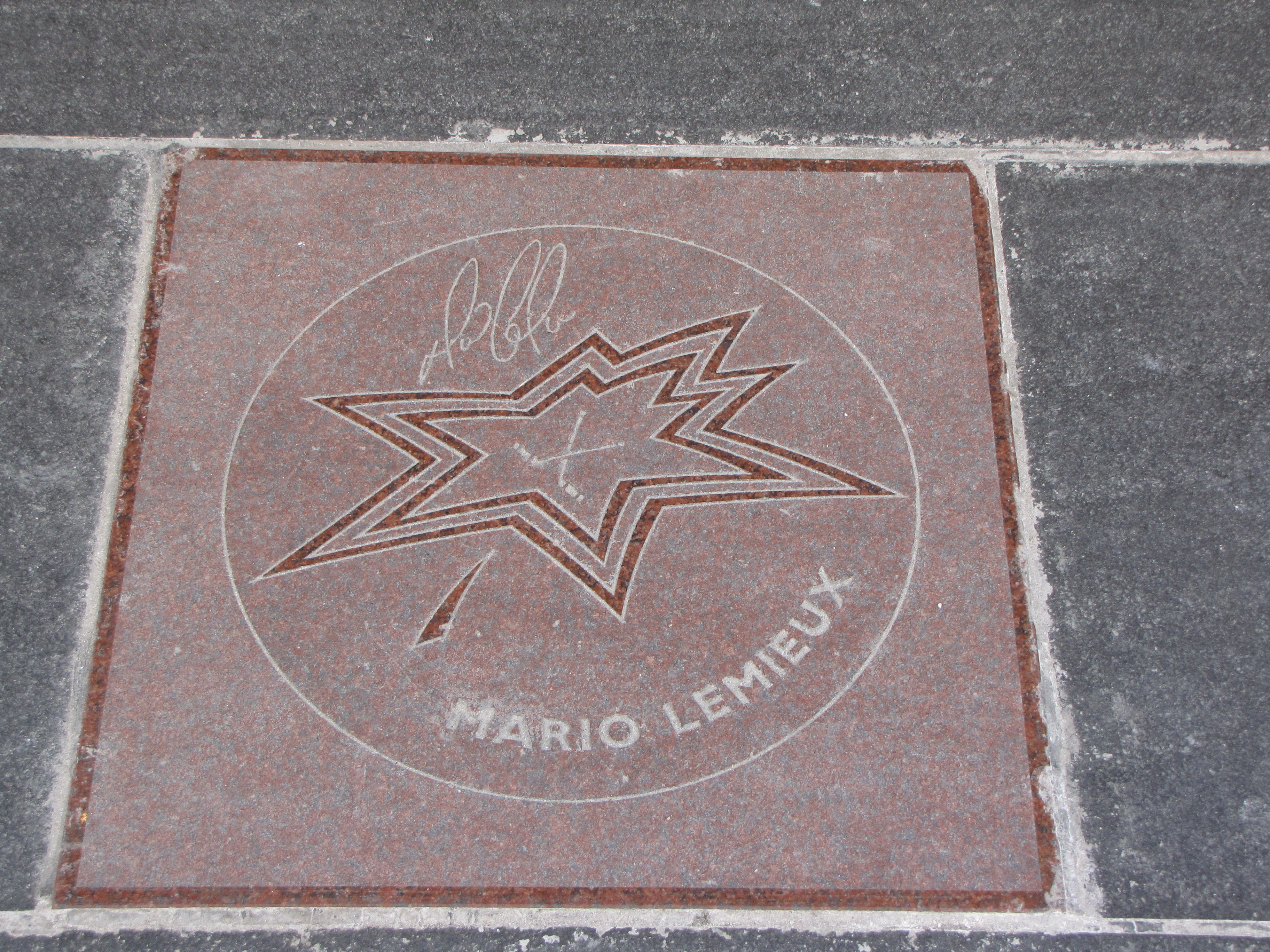
Étoile de Mario Lemieux

- Jean Béliveau (joueur de hockey, 2001, Trois-Rivières, Québec)
- Johnny Bower (joueur de hockey, 2006, Prince Albert, Saskatchewan)
- Scotty Bowman (entraîneur de hockey, 2003)
- Bret Hart (catcheur, 2021)
- Kurt Browning (patineur artistique, 2001, Caroline, Alberta)
- Crazy Canucks (Champion olympique de ski, 2006)
- George Chuvalo (boxeur, 2005, Toronto, Ontario)
- Toller Cranston (patineur artistique, 2003)
- Jim Elder (champion équestre, 2003, Toronto, Ontario)
- Nancy Greene (skieuse, 1999, Ottawa, Ontario)
- Wayne Gretzky (joueur de hockey, 2002, Brantford, Ontario)
- Rick Hansen (athlete, 2007, Port Alberni, Colombie-Britannique)
- Gordie Howe (joueur de hockey, 2000, Floral, Saskatchewan)
- Ferguson Jenkins (joueur de baseball, 2001, Chatham-Kent, Ontario)
- Harry Winston Jerome (sprinter, 2001, Prince Albert, Saskatchewan)
- Mario Lemieux (joueur de hockey, 2004, Montréal, Québec)
- Steve Nash (Joueur de Basketball, 2008, Johannesburg, Afrique du Sud)
- Bobby Orr (joueur de hockey, 1998, Parry Sound, Ontario)
- Chantal Petitclerc (championne para-olympique, 2009)
- Maurice Richard (joueur de hockey, 1999, Montréal, Québec)
- Barbara Ann Scott (patineuse artistique, 1998, Ottawa, Ontario)
- Jacques Villeneuve (conducteur d'automobiles de course, 1998, Saint-Jean-sur-Richelieu, Québec)

## Auteurs
- Margaret Atwood (écrivain, 2001, Ottawa, Ontario)
- Pierre Berton (écrivain, 1998, Whitehorse, Yukon)
- Timothy Findley (romancier et scénariste, 2002, Toronto, Ontario)
- Robert Munsch (écrivain, 2009)

## Sciences, technologie et innovation
- Frederick Banting (scientifique et médecin, 2021, Alliston, Ontario)
- Alexander Graham Bell (innovateur, 2001, Edinburgh, Écosse)
- Charles Best (biochimiste, physiologiste et médecin, 2021, West Pembrooke, Maine)
- Roberta Bondar (astronaute, 2011, Sault Ste. Marie, Ontario)
- James Collip (biochimiste, 2021, Belleville, Ontario)
- Frank Gehry (architeque, 2019, Toronto, Ontario)
- Chris Hadfield (astronaute, 2018, Sarnia, Ontario)
- Brenda Milner (neuropsychologue, 2023, Manchester, United Kingdom)
- James Naismith (innovateur, 2019, Almonte, Ontario)
- David Suzuki (scientifique et environmentalist, 2017, Vancouver, British Columbia)